# أسباهي كلا (دابوي الجنوبي)
أسباهي کلا (بالفارسية: اسپاهی‌کلا) هي قرية تقع في إيران في قسم دابوي الجنوبی الريفي. يقدر عدد سكانها بـ 301 نسمة بحسب إحصاء 2016.